# Samuel Jurkovič
Samuel Jurkovič (Brezová pod Bradlom, 9 febbraio 1796 – Brezová pod Bradlom, 13 luglio 1873) è stato un pedagogo e attivista slovacco.
Fu suocero di Jozef Miloslav Hurban e nonno di Svetozár Hurban Vajanský, suo figlio. Suo figlio Juraj, patriota, avrà come figlio Dušan, uno dei più importanti architetti slovacchi del XX secolo.
Samuel Jurkovič è il fondatore della prima cooperativa di credito in Slovacchia, in Europa e nel mondo.

## Biografia

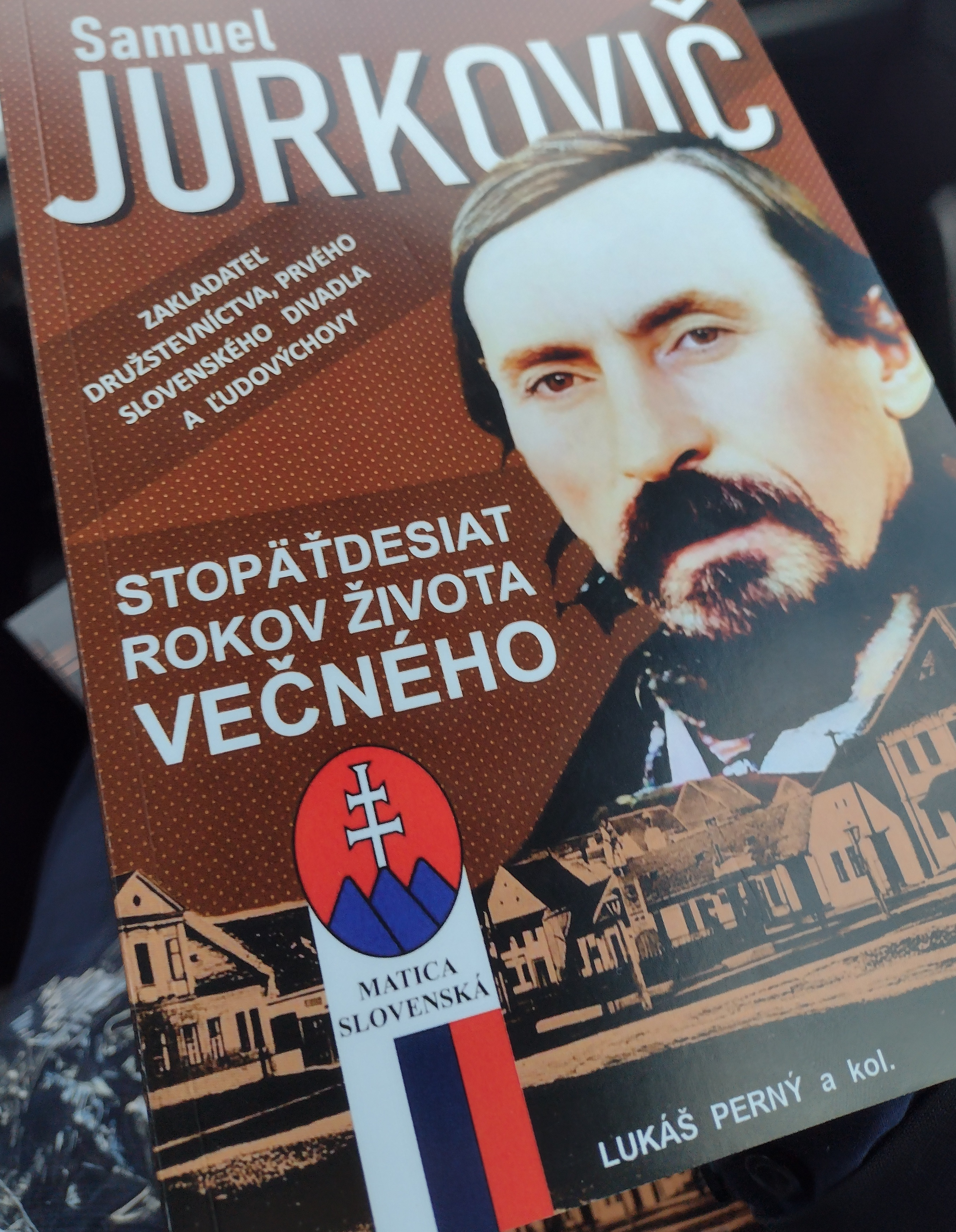
Un libro edito dalla Matica slovenská sul visionario slovacco delle cooperative, fondatore del teatro, dell'educazione popolare e ambientalista Samuel Jurkovič

Ricevette l'istruzione elementare a Brezová pod Bradlom, poi a Győr e a Trnava, frequentò il liceo di Banská Bystrica e poi quello di Banská Štiavnica dal 1815 al 1816. Lavorò come insegnante a Nové Mesto nad Váhom e a Sobotište (dal 1831 al 1848), quindi come notaio a Brezová pod Bradlom (dal 1849 al 1859) e a Vrbové.
Fu tra i principali attivisti dell'istruzione popolare e mecenate del Risorgimento slovacco, soprattutto nello spirito di Ľudovít Štúr: fondatore di circoli di istruzione e di lettura, di biblioteche scolastiche e di scuole domenicali, diffuse nuove coltivazioni e la modernizzazione dell'agricoltura. Nel 1841 fondò il Teatro nazionale slovacco di Nitra, nel 1845 il Circolo dei Contadini di Sobotište, fra le prime cooperative del continente europeo e fondamento della rete delle cooperative slovacche. Grazie a lui analoghi circoli furono aperti in tutta la Slovacchia, soprattutto nella seconda metà del XIX secolo.
Samuel Jurkovič si occupò anche dell'educazione degli adulti, scrisse libri di testo per le scuole rurali slovacche, diffuse un'istruzione metodica e si impegnò nell'applicazione dei principii didattici di Comenius.
Fu autore di poesie d'occasione e di articoli sui giornali. Scrisse l'opera storica Biographie Rectorum... (nella cronaca della scuola evangelica di Sobotište) e un piano di organizzazione scolastica nel seniorato di Nitra (1839). È autore della cronaca del primo teatro slovacco.
Fu sostenitore e propagandista del giornale di Ľudovít Štúr Slovenské národné noviny, collaboratore di Jozef Miloslav Hurban, membro dell'associazione Tatrín e dei preparativi dell'Insurrezione slovacca del 1848-1849, membro del Consiglio nazionale slovacco, cofondatore della Matica slovenská.
Nel 2023 la Matica slovenská ha pubblicato in suo onore il libro Samuel Jurkovič: Cent'anni di vita eterna (autore Lukáš Perný).